# Jean Graciet
Pour les articles homonymes, voir Graciet.
Pas d'image ? Cliquez ici

a Compétitions nationales et continentales officielles uniquement.

b Matchs officiels uniquement.
Jean Graciet, né le 10 juillet 1937 à Briançon, est un joueur de rugby à XIII dans les années 1950, 1960 et 1970. Il occupe le poste de talonneur devenant l'une des références à ce poste en équipe de France.
Il réalise la majeure partie de sa carrière sportive au sein de Marseille XIII entrecoupée d'une période au Bataillon de Joinville. Avec Marseille, il prend part à la victoire en Coupe de France de 1965 aux côtés de Robert Eramouspé, Jean Rouqueirol et Antranick Apellian.
Fort de ses performances en club, il est sélectionné à douze reprises en équipe de France entre 1961 et 1965, et participe à des victoires prestigieuses contre la Nouvelle-Zélande, la Grande-Bretagne et l'Australie.

## Palmarès
- Collectif :
  - Vainqueur de la Coupe de France : 1965 (Marseille).

### Détails en sélection de rugby à XIII
| 1.  | 9 décembre 1961  | Nouvelle-Zélande | 5-5   | Test-match | Talonneur | - | - | - | - |
| 2.  | 17 février 1962  | Grande-Bretagne  | 20-15 | Test-match | Talonneur | - | - | - | - |
| 3.  | 11 mars 1962     | Grande-Bretagne  | 23-13 | Test-match | Talonneur | - | - | - | - |
| 4.  | 8 décembre 1963  | Australie        | 8-5   | Test-match | Talonneur | - | - | - | - |
| 5.  | 22 décembre 1963 | Australie        | 9-21  | Test-match | Talonneur | - | - | - | - |
| 6.  | 18 janvier 1964  | Australie        | 8-16  | Test-match | Talonneur | - | - | - | - |
| 7.  | 8 mars 1964      | Grande-Bretagne  | 5-11  | Test-match | Talonneur | - | - | - | - |
| 8.  | 13 juin 1964     | Australie        | 6-20  | Test-match | Talonneur | - | - | - | - |
| 9.  | 4 juillet 1964   | Australie        | 2-27  | Test-match | Talonneur | - | - | - | - |
| 10. | 15 août 1964     | Nouvelle-Zélande | 2-10  | Test-match | Talonneur | - | - | - | - |
| 11. | 15 novembre 1965 | Nouvelle-Zélande | 14-3  | Test-match | Talonneur | - | - | - | - |
| 12. | 28 novembre 1965 | Nouvelle-Zélande | 6-2   | Test-match | Talonneur | - | - | - | - |

### En club
| Saison    | Saison                 | Championnat           | Championnat | Championnat | Championnat | Championnat | Championnat | Championnat |
| Saison    | Saison                 | Compétition           | M           | Pts         | Ess.        | Buts        | Dp.         |             |
| --------- | ---------------------- | --------------------- | ----------- | ----------- | ----------- | ----------- | ----------- | ----------- |
| 1956-1957 | Marseille              | Championnat de France | ?           | -           | -           | -           | -           |             |
| 1957-1958 | Marseille              | Championnat de France | ?           | -           | -           | -           | -           |             |
| 1958-1959 | Marseille              | Championnat de France | ?           | -           | -           | -           | -           |             |
| 1959-1960 | Bataillon de Joinville | Championnat de France | ?           | -           | -           | -           | -           |             |
| 1960-1961 | Bataillon de Joinville | Championnat de France | ?           | -           | -           | -           | -           |             |
| 1961-1962 | Marseille              | Championnat de France | ?           | -           | -           | -           | -           |             |
| 1962-1963 | Marseille              | Championnat de France | ?           | -           | -           | -           | -           |             |
| 1963-1964 | Marseille              | Championnat de France | ?           | -           | -           | -           | -           |             |
| 1964-1965 | Marseille              | Championnat de France | ?           | -           | -           | -           | -           |             |
| 1965-1966 | Marseille              | Championnat de France | ?           | -           | -           | -           | -           |             |
| 1965-1966 | Marseille              | Championnat de France | ?           | -           | -           | -           | -           |             |
| 1966-1967 | Marseille              | Championnat de France | ?           | -           | -           | -           | -           |             |
| 1967-1968 | Marseille              | Championnat de France | ?           | -           | -           | -           | -           |             |
| 1968-1969 | Marseille              | Championnat de France | ?           | -           | -           | -           | -           |             |
| 1969-1970 | Marseille              | Championnat de France | ?           | -           | -           | -           | -           |             |